# Zé Roberto
José Roberto da Silva Júnior, bedre kendt som Zé Roberto, (født 6. juli 1974) er en brasiliansk tidligere fodboldspiller, der spillede som midtbanespiller. Han spillede i sin karriere primært i Tyskland, hvor han repræsenterede Bayer Leverkusen, Bayern München og HSV, men var også hos spanske Real Madrid, samt Flamengo og Santos FC i hjemlandet.
Zé Roberto spillede desuden 84 kampe og scorede seks mål for Brasiliens landshold, som han blandt andet repræsenterede ved VM i 1998 og VM i 2006.